# Näshulta
Näshulta är kyrkbyn i Näshulta socken i Eskilstuna kommun i Södermanland, belägen norr om Näshultasjön.
Byn omtalas första gången 1445. men är sannolikt äldre. Näshulta socken omtalas första gången 1222 och nuvarande sockenkyrka uppfördes i slutet av 1100-talet eller början av 1200-talet och med all sannolikhet äldre.
Näshulta prästgård låg ursprungligen i Vidökna en halv mil väster om kyrkan, men 1948 byggdes en ny prästgård nere vid Näshultasjön söder om kyrkan. Komministergården låg i Öknatorp, men vid 1800-talets slut byggdes en ny komministerbostad med liggande röd panel väster om kyrkan. En byggnad från slutet av 1700-talet, senare använd som sockenstuga har möjligen ursprungligen använts som skolhus. Intill detta ligger den senare skolbyggnaden uppförd 1878. Väster om skolhuset byggdes 1928 ett kommunalhus med ett snarlikt utförande som komministergården. Den kom senare att byggas om till ålderdomshem, och efter en stor tillbyggnad ändrades den till lägergård under namnet Näshultagården.